# Ernest Wilczek
Pour les articles homonymes, voir Wilczek.
Ernest Wilczek, né le 12 février 1867 à Laupen et mort à Lausanne le 30 septembre 1948, est un pharmacien botaniste suisse, spécialisé dans les ptéridophytes, la mycologie et les spermatophytes.

## Biographie
Il fait ses études au collège Saint-Michel de Fribourg, puis suit un apprentissage de pharmacien à Zurich ainsi que des cours, à l'EPFZ, de botanique donnés par Carl Schröter. Ce dernier le prend comme assistant jusqu'à son doctorat de botanique en 1892. Peu après il est appelé par l'Université de Lausanne comme professeur extraordinaire dans les cours de botanique pharmaceutique et de pharmacognosie. Les dimanches, il organise des visites des Alpes vaudoises et crée en 1895 un jardin botanique dans le vallon de Nant.
En 1898, il commence une série d'expéditions aux Andes argentines. Il en rapporte de précieuses informations. Il part également en Corse en 1913, puis dans les Alpes maritimes et en Afrique du Nord. Sa contribution à l’étude de la flore des colonies françaises lui vaut d’être nommé chevalier de la Légion d’honneur. Au cours de ses pérégrinations, Wilczek a amassé un herbier considérable, dont une partie (les récoltes vaudoises) a été intercalée dans l’herbier du Musée botanique cantonal, alors que le solde, 152 paquets contenus dans sept armoires, reste isolé.
En 1914, il crée un second jardin botanique à Montriond. Après la Première Guerre mondiale, il siège au comité de Ligue suisse pour la protection de la nature et devient vice-président de la commission scientifique du Parc national, travaillant en particulier à la réintroduction du bouquetin dans les hauteurs de Bex. Il fut aussi, avec son assistant Daniel Dutoit, à l’origine de l’achat de la tourbière des Tenasses aux Pléiades par l’Université de Lausanne et de celle de la Vraconnaz  sur la commune de Sainte-Croix par la Ligue suisse pour la protection de la nature.
Ses multiples activités l’amènent à côtoyer plusieurs personnalités, dont le prince Roland Bonaparte, président d’honneur du deuxième congrès des jardins botaniques alpins à Pont de Nant en 1902. Il entretient avec lui une abondante correspondance dans laquelle on apprend qu’il fournit de nombreuses plantes pour l’herbier du prince français, qui, en retour, offrit un épidiascope à Ernest Wilczek pour équiper un auditoire du nouveau Palais de Rumine.

## Carrière
- 1892-1902 : professeur extraordinaire de l'Université de Lausanne
- 1902-1948 : simple professeur  de l'Université de Lausanne
- 1910-1933 : directeur de l’École de pharmacie de Lausanne
- 1910-1937 : conservateur du Musée botanique cantonal vaudois

## Sources
- « Ernest Wilczek », sur la base de données des personnalités vaudoises sur la plateforme « Patrinum » de la Bibliothèque cantonale et universitaire de Lausanne.
- Jean-Louis Moret, "Bref aperçu de la botanique – et des botanistes – dans le canton de Vaud, de la fin du XVIIIe siècle à nos jours", Polycopié support de cours, 1998, Musée botanique cantonal
- Olivier Robert, Francesco Panese, Dictionnaire des professeurs de l’Université de Lausanne dès 1890, Lausanne, 2000, p. 1329
- A. Girardet, "Le professeur Ernest Wilczek", in Journal suisse de Pharmacie, 86 (1948), p. 780-781
- "Ernest Wilczek", in Bulletin de la Société vaudoise des sciences naturelles, 64 (1949), p. 238
- A. Dolivo, "Un voyage d’E. Wilczek en Amérique du Sud (1897)", in R. Willi-Hangartner, A. Dolivo, Botanique et pharmacie, Liebefeld, 2004, p. 21-32 (Actes de la réunion de la Société suisse d’histoire de la pharmacie, Lausanne, 28 et 29 septembre 2002
- © Archives unimedia UNIL
- Patrie suisse, 1916, no 597, p. 190
- photo de Jongh, Lausanne Patrie suisse, (A.B.)1911, no 472, p. 263-264, voir également Portraits professoraux, p. 114-115